# Починок (Новоликеевский сельсовет)
Почи́нок — деревня в Кстовском районе Нижегородской области. Входит в состав Новоликеевского сельсовета.
Деревня располагается на правом берегу реки Кудьмы.Рядом с деревней находится беседка, расположенная на берегу реки Кудьмы.